# Баптиста, Нелсиньо
Не́лсон Бапти́ста Жу́ниор, более известный как Нелси́ньо Бапти́ста (порт.-браз. Nelson Baptista Júnior; Nelsinho Baptista; род. 22 июля 1950, Кампинас, Сан-Паулу) — бразильский футболист и футбольный тренер. В качестве главного тренера возглавлял ряд ведущих бразильских клубов. В 1990 году привёл «Коринтианс» к первому в истории клуба титулу чемпионов Бразилии.

## Биография

### Карьера игрока
Нелсиньо Баптиста выступал на позиции правого защитника (латераля). Начал профессиональную карьеру в 1967 году в «Понта-Прете». Лучшие годы его карьеры прошли в «Сан-Паулу» — с 1971 по 1977 год он сыграл за «трёхцветных» 262 матча, дважды доходил до финала чемпионата Бразилии и выиграл чемпионат штата в 1975 году.
В 1977 году Нелсиньо перешёл в «Сантос», с которым спустя год выиграл ещё один чемпионат штата. Последним клубом в игровой карьере Баптисты стал «Жувентус» из Сан-Паулу, с которым в 1983 году он выиграл бразильскую Серию B.

### Тренерская карьера
Начал тренерскую карьеру в 1985 году в «Сан-Бенту» из Сорокабы. Пять лет тренировал небольшие команды в Бразилии, за исключением «Атлетико Паранаэнсе», с которым в 1988 году он выиграл свой первый тренерский трофей — чемпионат штата Парана. Недолгий период провёл в «Спортинг» из Барранкильи, который был возрождён спустя много лет и сразу же был включён в колумбийскую Примеру.
В 1990 году Баптиста впервые возглавил одну из команд-лидеров бразильского футбола — «Коринтианс», и сумел сразу же привести «тимау» к титулу чемпионов Бразилии — впервые в истории команды. В регулярном турнире «Коринтианс» финишировал на четвёртом месте, впрочем, у команд, занявших места с третье по седьмое, было одинаковое количество очков — по 22, а у лидера «Гремио» — 25. В четвертьфинале «мушкетёры» обыграли «Атлетико Минейро», которые финишировали вторыми в регулярном сезоне, благодаря победе 2:1 и ничьей 0:0. В полуфинале с абсолютно идентичным показателем была пройдена «Баия», чемпион страны 1988 года. Три из четырёх голов, забитых «Коринтиансом» в этих четырёх матчах, записал на свой счёт полузащитник Жозе Нето, ещё один гол забил Пауло Родригес. Обе финальные игры прошли на стадионе «Сан-Паулу» «Морумби». В формально гостевом матче, состоявшемся 13 декабря, «Коринтианс» выиграл благодаря единственному голу Вилсона Мано. В ответной игре, прошедшей 16 декабря, в составе «Коринтианса» выделялись Нето, вратарь Роналдо, а также пара полузащитников Марсио Битенкорт и Вилсон Мано, постоянно нагнетавшие напряжение в обороне звёздного состава «Сан-Паулу», который спустя пару сезонов станет сильнейшим клубом мира. «Коринтианс» был сильнее и в ответной игре, одержав победу за счёт гола Тупанзиньо II, забитого на 54-й минуте встречи.
Чемпионскую схему игры «Коринтианса» можно описать тактическим построением 1-4-2-3-1. В полузащите Вилсон Мано и Марсио больше отвечали за переход из обороны в атаку, по краям располагались Мауро и Фабиньо, а атакующий полузащитник Нето, помогавший Тупанзиньо, настолько часто выполнял роль оттянутого форварда, что тактику команды можно было охарактеризовать и как игру с двумя форвардами.
В начале 1990-х годов возглавлял «Гуарани» из Капинаса, «Палмейрас», саудовский «Аль-Хиляль». В 1993 году ненадолго вернулся в «Коринтианс». В 1994—1996 годах тренировал японскую команду «Верди Кавасаки» (современный «Токио Верди»), с которым выиграл два Кубка Джей-лиги. В 1996—1998 годах работал с четырьмя подряд бразильскими суперклубами — «Интернасьоналом», «Коринтиансом», «Крузейро» и «Сан-Паулу», но относительного успеха добился лишь с командами из Сан-Паулу, дважды подряд выигрывая Лигу Паулисту.
В 1999 году работал в Чили с самым титулованным клубом страны «Коло-Коло». После возвращения на родину в 2000—2003 годах возглавлял «Португезу», «Понте-Прету», «Сан-Паулу», «Гояс», «Фламенго» и «Сан-Каэтано», но выиграл лишь один трофей — чемпионат штата Гояс в 2003 году, после чего на два года возвратился Японию, на этот раз став тренером клуба «Нагоя Грампус».
Возвращение в Бразилию получилось не совсем удачным — с 2005 года он тренировал «Сантос», «Сан-Каэтано», «Понте-Прету» и вновь «Коринтанс», но не смог выиграть ни одного турнира. Более удачно сложилось его пребывание на посту главного тренера «Спорта» из Ресифи. Нелсиньо Баптиста привёл эту команду к победе в розыгрыше Кубка Бразилии в 2008 году, в том же году выиграл чемпионат штата Пернамбуку, а в следующем году вновь выиграл Лигу Пернамбукано.
После этого успеха Нелсиньо в третий раз отправился в Японию, где на протяжении пяти лет тренировал «Касиву Рейсол». Бразильский специалист в 2010 году привёл «Касиву» к победе во Втором дивизионе, а в следующем году сразу же сделал новичка Джей-лиги чемпионом Японии. В 2012 году его команда завоевала Суперкубок страны и Кубок Императора. В 2013 году выиграла Кубок Джей-лиги, а в 2014 году «Касива Рейсол» стала победителем Кубка банка Суруга благодаря победе над победителем Южноамериканского кубка 2013 года аргентинским «Ланусом» (2:1).
С 2015 по 2017 год Нелсиньо Баптиста возглавлял японский «Виссел Кобе».
12 декабря 2017 года назначен главным тренером «Спорта Ресифи». Контракт подписан до декабря 2018 года.

## Личная жизнь
Сын Нелсиньо Баптисты Эдуардо Баптиста также стал футбольным тренером, с 2014 года возглавлял такие команды, как «Спорт Ресифи», «Флуминенсе» и «Палмейрас».

## Титулы и достижения
В качестве игрока
- Чемпион штата Сан-Паулу (2): 1975, 1978
- Вице-чемпион Бразилии (2): 1971, 1973
- Чемпион Бразилии в Серии B: 1983

В качестве тренера
- Чемпион штата Сан-Паулу (2): 1997, 1998
- Чемпион штата Парана: 1988
- Чемпион штата Пернамбуку (2): 2008, 2009
- Чемпион штата Гояс: 2003
- Чемпион Бразилии: 1990
- Чемпион Кубка Бразилии (1): 2008
- Чемпион Японии (Джей-лига) (3): 1994, 1995, 2011
- Чемпион Второго дивизиона Джей-лиги: 2010, 2019
- Обладатель Кубка Императора: 2012
- Обладатель Кубка Джей-лиги (2): 1994, 2013
- Обладатель Суперкубка Японии: 2012
- Обладатель Кубка банка Суруга: 2014
- Тренер года в J-Лиге: 2011